# سسیل کوک
سسیل کوک (انگلیسی: Cecil Cooke; ۱ مه ۱۹۲۳ – ۳۱ مه ۱۹۸۳) قایقران قایق بادبانی اهل باهاما بود.
از افتخارات وی میتوان به کسب مدال طلا در بخش استار کلاس قایقرانی بادبانی در بازی‌های المپیک تابستانی ۱۹۶۴ اشاره کرد.